# Дірк Полдер
Дірк Полдер (23 серпня 1919 — 18 березня 2001) був голландським фізиком, який працював над фізикою твердого тіла, магнетизмом, молекулярною фізикою та фізикою нанорозмірів.
Разом з Хендріком Казимиром Полдер вперше передбачив існування того, що сьогодні відомо як сила Казимира-Польдера, яку іноді також називають ефектом Казимира або силою Казимира. Використовуючи подібну теорію, він розробив формалізм для розгляду радіаційного теплообміну на нанорозмірі.